# Club Athlétique Bizertin (Basketball)
Die Basketball-Mannschaft des tunesischen Sportvereins Club Athlétique Bizertin (kurz CAB) aus Bizerte spielt derzeit in der Nationale 1, der zweithöchsten Spielklasse des Landes. Heimspiele trägt das Team in der Fatnassi Sporthalle aus, die rund 2000 Zuschauer fasst.
In der Saison 2012/13 gewann der Club den tunesischen Ligapokal, nachdem im Finale die Jeunesse Sportive Kairouanaise mit 87:77 bezwungen wurde.
International erreichte der CAB 2012 den dritten Platz beim Arabischen Champions Cup. Dabei unterlag der Verein im Halbfinale dem libyschen Team Ahli Benghazi, konnte aber im Spiel um Platz drei gegen al-Shorta SC aus dem Irak gewinnen.

## Erfolge
| National                                                                     | International                                |
| ---------------------------------------------------------------------------- | -------------------------------------------- |
| - Tunesischer Ligapokal (1) - Sieger: 2013 - Zweite Liga (1) - Meister: 2018 | - Arabische Champions League - Dritter: 2012 |

## Ehemalige Spieler
- Mehdi Sayeh